# 馬克·格林 (虛構角色)
馬克·格林醫師（港TVB譯葛馬克），猶太人，是美國醫療電視劇第一季至第八季的主角、總住院醫師（第一季）、主診醫師（第二季至第八季），由在1994年至2002年間飾演，合共一百八十集。

## 生平
馬克在第一季就是主角，是在第一集開始便被兒科醫師道格·羅斯驚醒，道格要求幫他治療傷口。馬克與妻子珍尼（Jennifer）曾在醫院男廁有一段激情性愛，因誤觸緊急掣被醫院員工破壞了。但這段激情並不持久，兩人關係因馬克長工時和輪班而疏離，兩人在第二季便正式離婚，連女兒的撫養權也給了珍妮。馬克回復單身，直到第七季才與外科醫師伊麗莎白·科戴結婚，誕下一女兒，但不久馬克第八季因腦癌而離世，在第十五季以倒敘方式演出。
馬克·格林在第一季末替一名婦女接生時，未有發覺她有糖尿病，結果兒子平安無事，但該孕婦卻死在急診室，其丈夫一直追究責任，至最後第二季馬克接受自己的醫療失當才了結。而馬克聘請了凱莉‧韋芙擔任他總住院醫師職務，由她主管急診室內的醫師，馬克因為凱莉和其他醫師的衝突，尤其與馬克兩名好友，道格·羅斯和蘇珊‧路易絲經常因不滿凱莉的工作方式而常起口角。而馬克經常成為磨心，需要經常調停他們之間的衝突。

## 得獎
該角色更連續四年被提名1995、1996、1997及1998年的黃金時段艾美獎戲劇類最佳主角、1996、1997、1998和1999年的金球獎，其中安東尼·愛德華在1998年的金球獎首奪最佳男主角：戲劇類。

## 外部連結
- 互联网电影数据库上馬克·格林的资料
- ER Wiki
- ER<仁心仁術>：醫生介紹[永久]